# 馬子們！寫給曾經被我愛過傷害過的你們
《馬子們！寫給曾經被我愛過傷害過的你們》為台灣知名電視編劇作家徐譽庭於2011年12月1日大田出版發行的小說。其中〈野豬妹〉故事影像化，由徐譽庭親自執導，亂彈阿翔製作配樂，林柏宏與方邵淇主演，林嘉俐、萬芳、林美秀等人客串演出。 此小說亦改編成漫畫《即使如此我還是喜歡你》及電視劇。

## 內容目錄
- 第一管馬子──愛瑪仕小姐
- 第二管馬子──野豬妹
- 第三管馬子──野蠻女友
- 第四管馬子──斷臂山
- 第五管馬子──杉菜
- 第六管馬子──金三順
- 第七、八管馬子──娜娜與奈奈

## 漫畫
漫畫版則將男主角的名字改為「芹澤祐輔」。

## 出版書籍
| 卷數 | 講談社        | 講談社                 | 東立出版社    | 東立出版社             |
| 卷數 | 發售日期      | ISBN                   | 發售日期      | ISBN                   |
| ---- | ------------- | ---------------------- | ------------- | ---------------------- |
| 1    | 2014年4月17日 | ISBN 978-4-06-395089-2 | 2015年12月2日 | ISBN 978-986-462-229-0 |
| 2    | 2014年7月17日 | ISBN 978-4-06-395134-9 | 2015年12月2日 | ISBN 978-986-462-230-6 |
| 3    | 2014年9月17日 | ISBN 978-4-06-395193-6 | 2016年1月15日 | ISBN 978-986-462-231-3 |
| 4    | 2015年3月9日  | ISBN 978-4-06-395329-9 | 2016年3月3日  | ISBN 978-986-462-232-0 |
| 5    | 2015年7月9日  | ISBN 978-4-06-395429-6 | 2016年4月6日  | ISBN 978-986-462-233-7 |
| 6    | 2015年12月9日 | ISBN 978-4-06-395551-4 | 2016年8月18日 | ISBN 978-986-462-793-6 |
| 7    | 2016年5月9日  | ISBN 978-4-06-395661-0 | 2017年3月27日 | ISBN 978-986-470-413-2 |

## 電視劇
2015年富士電視台於秋季播出的四夜深夜劇，由漫畫改編，小出惠介主演。

### 人物
- 芹澤祐輔 - 小出惠介（幼年期：小林喜日）
- 愛馬仕 - 柳百合菜（第1夜）
- 牧野杉菜 - 相樂樹（第2夜）
- 三順 - 奧田惠梨華　（第3夜）
- 護士 - 藤本泉（日语：藤本泉 (タレント)）（第4夜）[6]

祐輔家
- 祐輔嬸嬸 - 須藤理彩
- 祐輔祖母 - 青木和代
- 祐輔父 - 真島秀和
- 祐輔母 - 齊藤由貴[6]

其他
- 修女 - 真行寺君枝（日语：真行寺君枝）[6]

### 製作團隊
- 原作：徐譽庭「馬子們！」
- 漫畫版：繪本奈央「即使如此我還是喜歡你」（講談社）
- 編劇：宇山佳佑
- 編成企畫：增本淳（富士電視台）
- 製作人：中山ケイ子（FCC）
- 主題曲：CROSS GENE（環球音樂）「sHi-tai!」[7]
- 插曲：whiteeeen（環球音樂）「あの頃〜ジンジンバオヂュオニー〜」